# Cashmere Wright
Cashmere A'keem Wright (Savannah, 9 gennaio 1990) è un ex cestista statunitense.

## Palmarès
- Campionato olandese: 1

Donar Groningen: 2013-14
- Coppa d'Olanda: 1

Donar Groningen: 2014